# Bukit Selamat (Besitang)
Bukit Selamat is een bestuurslaag in het regentschap Langkat van de provincie Noord-Sumatra, Indonesië. Bukit Selamat telt 5465 inwoners (volkstelling 2010).